# Javornik (Kranj, Slovenija)
Javornik je naselje u slovenskoj Općini Kranju. Javornik se nalazi u pokrajini Gorenjskoj i statističkoj regiji Gorenjskoj. 

## Stanovništvo
Prema popisu stanovništva iz 2002. godine naselje je imalo 53 stanovnika.